# 京張都市間鉄道
京張都市間鉄道（けいちょうとしかんてつどう、中文表記: 京张城际铁路、英文表記: Beijing–Zhangjiakou Intercity Railway）は、中国の首都北京市と河北省張家口市を結ぶ高速鉄道である。

## 概要
総延長は173.947km。2014年11月に八達嶺越えの区間15.44kmが、2022年北京オリンピックの開催が決定された翌2015年には前述の区間を含む全区間が国家発展改革委員会の承認を受け、2016年6月25日に着工された。工期は4年半の予定である。北京市内の一部の区間はスラブ軌道の地下線として建設され、北京五環路の内側では最高速度は80km/hに制限される見込みである。この工事に合わせて2016年11月1日より北京北駅と清河駅が休止、清華園駅が廃止され、京包線および京通線の列車は昌平北駅発着、北京市郊外鉄道S2線の列車は双沙線の黄土店駅発着に変更された。2019年12月30日に全線が開業した。
北京オリンピックの期間中は1日あたり17往復前後という高頻度の運行体制が組まれたが、オリンピック終了後は需要が激減。2022年時点では、1日1往復の運行状況となっていた。
新型コロナウイルス終息後は需要が戻り始め、2025年4月時点のダイヤでは1日あたり40往復以上が設定されている。

## 駅一覧
（本線）
| 駅名         | 駅名         | 駅名                | 駅間 キロ | 累計 キロ | 接続路線・備考                                      | 所在地 | 所在地   | 所在地   |
| 日本語       | 簡体字中国語 | 英語                | 駅間 キロ | 累計 キロ | 接続路線・備考                                      | 所在地 | 所在地   | 所在地   |
| ------------ | ------------ | ------------------- | --------- | --------- | --------------------------------------------------- | ------ | -------- | -------- |
| 北京北駅     | 北京北站     | Beijing North       | 0         | 0         | ■北京地下鉄2号線 ■北京地下鉄4号線 ■北京地下鉄13号線 | 北京市 | 西城区   | 西城区   |
| 清河駅       | 清河站       | Qinghe              |           |           |                                                     | 北京市 | 海淀区   | 海淀区   |
| 沙河駅       | 沙河站       | Shahe               |           |           |                                                     | 北京市 | 昌平区   | 昌平区   |
| 昌平駅       | 昌平站       | Changping           |           |           |                                                     | 北京市 | 昌平区   | 昌平区   |
| 八達嶺長城駅 | 八达岭长城站 | Badaling Changcheng |           |           |                                                     | 北京市 | 延慶区   | 延慶区   |
| 東花園北駅   | 东花园北站   | Donghuayuan North   |           |           |                                                     | 河北省 | 張家口市 | 懐来県   |
| 懐来駅       | 怀来站       | Huailai             |           |           |                                                     | 河北省 | 張家口市 | 懐来県   |
| 下花園北駅   | 下花园北站   | Xiahuayuan North    |           |           |                                                     | 河北省 | 張家口市 | 下花園区 |
| 宣化北駅     | 宣化北站     | Xuanhua North       |           |           |                                                     | 河北省 | 張家口市 | 宣化区   |
| 張家口駅     | 张家口站     | Zhangjiakou         |           |           | ■呼張旅客専用線 ■京包線、張集線、張家口線           | 河北省 | 張家口市 | 橋東区   |

（崇礼支線）
| 駅名       | 駅名         | 駅名             | 駅間 キロ | 累計 キロ | 接続路線・備考 | 所在地 | 所在地   | 所在地   |
| 日本語     | 簡体字中国語 | 英語             | 駅間 キロ | 累計 キロ | 接続路線・備考 | 所在地 | 所在地   | 所在地   |
| ---------- | ------------ | ---------------- | --------- | --------- | -------------- | ------ | -------- | -------- |
| 下花園北駅 | 下花园北站   | Xiahuayuan North | 0         | 0         |                | 河北省 | 張家口市 | 下花園区 |
| 太子城駅   | 太子城站     | Taizicheng       |           |           |                | 河北省 | 張家口市 | 崇礼県   |